# Centralny Dworzec Autobusowy w Hamburgu

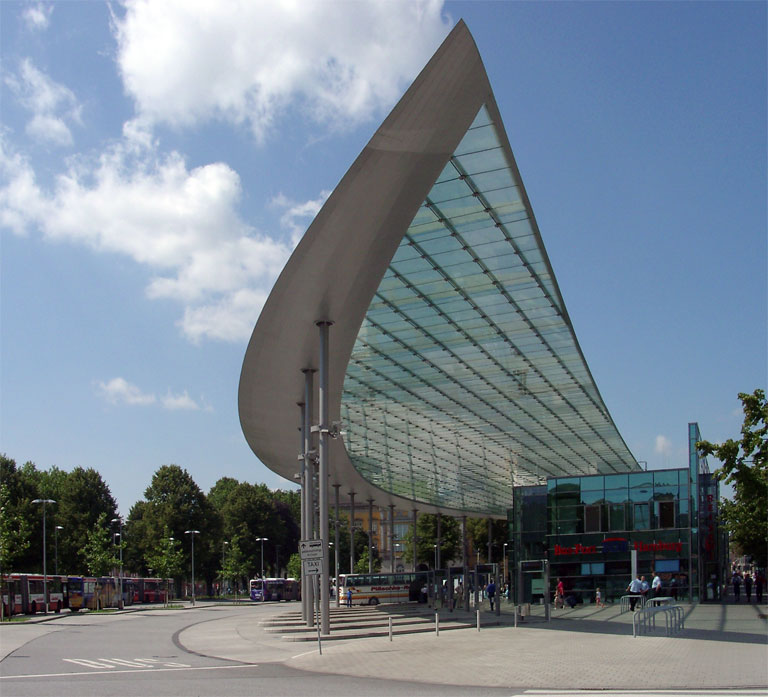
Dworzec Autobusowy w Hamburgu

Centralny Dworzec Autobusowy w Hamburgu (niem.: Zentraler Omnibusbahnhof, ZOB) – centralny dworzec dla autobusów dalekobieżnych w Hamburgu. Znajduje się w dzielnicy St. Georg, w pobliżu Hamburg Hauptbahnhof.
Budynek został zaprojektowany przez architektów ASW Architekten Silcher Werner und Redante z Hamburga, firmę inżynieryjną Schlaich Bergermann und Partner ze Stuttgartu.
W 2006 r. otrzymał nagrodę Outstanding Structure Award od IABSE.